# Glemswald

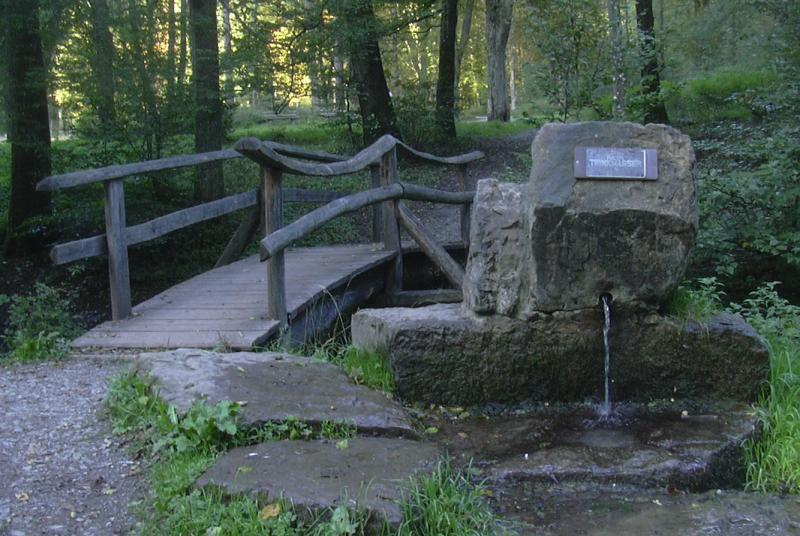
Glemsbrunnen

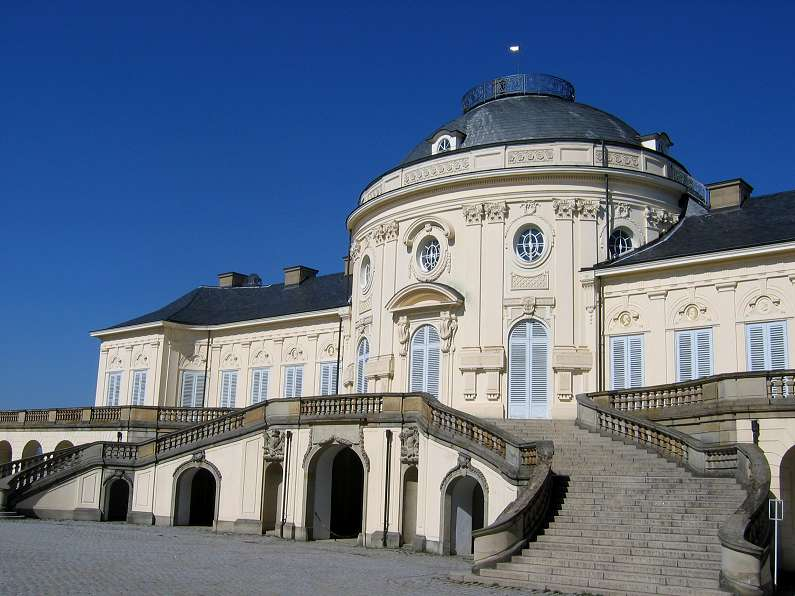
Schloss Solitude

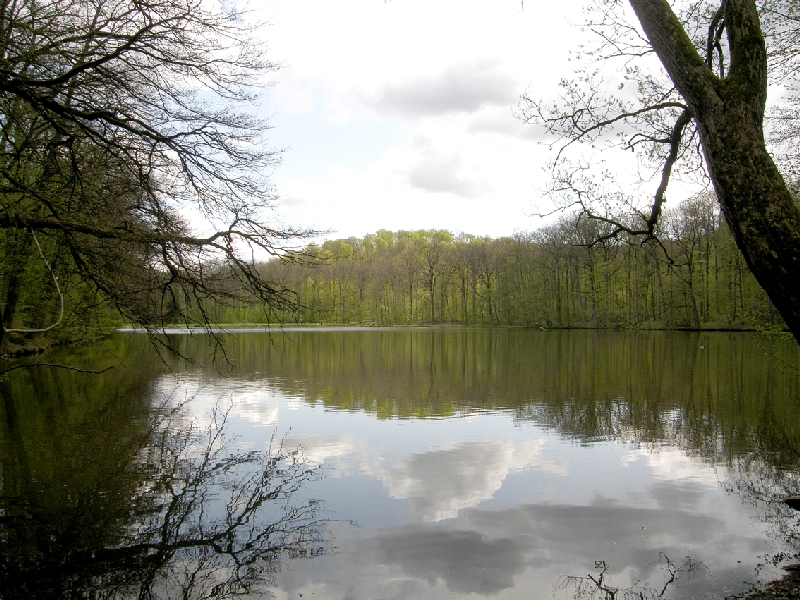
Katzenbachsee

Der Glemswald ist ein rund 13.500 Hektar großer Mischwald in Baden-Württemberg, der im Osten an Stuttgart sowie im Westen an Leonberg, Sindelfingen und Böblingen grenzt. Er hat als zweitgrößte zusammenhängende Waldfläche in der Region eine große Bedeutung für das regionale Klima, den Naturschutz und die Naherholung im Großraum Stuttgart. Durch ein dichtes Netz von Wanderwegen, Rastplätzen und Grillstellen hat der Glemswald eine große Bedeutung für die Naherholung in der Region Stuttgart. Auf dem Stuttgarter Gebiet des Glemswaldes liegen Schloss Solitude sowie die ehemalige Solitude-Rennstrecke. Seinen Namen erhielt er von dem Bach Glems, der in der nordöstlichen Ecke des Rotwildparks auf 455 m ü. NN entspringt und durch Leonberg fließt. Geologisch gehört der Glemswald zum Keuperbergland des Schönbuchs.
Der Glemswald liegt in seinem zentralen Bereich auf einer Meereshöhe von etwa 500 Metern. Im Norden bildet er eine deutliche, über 100 Meter hohe Stufe zur Hochebene rund um Gerlingen. Im Norden und Westen ist er durch die Buchten der Flüsschen Glems und Schwippe stark gegliedert. Die Täler sind durch Wiesenbänder und aufgestaute Teiche geprägt. Am Nordrand des Glemswaldes (Richtung Feuerbach) und an seinem Südrand (zum Aichtal hin) fällt das Gelände auf eine Höhe von etwa 300 Metern ab.

## Landschaftsschutzgebiet
Das Landschaftsschutzgebiet Glemswald besteht seit 16. Oktober 1995 und hatte ursprünglich eine Größe von rund 13.460 Hektar, aktuell beträgt die Fläche noch 13.337,1 Hektar. Es umfasst das gesamte zusammenhängende Waldgebiet mit angrenzenden Freiflächen, Tälern und Teilbereichen der Filderebene, das sich von den nordwestlich von Stuttgart gelegenen Waldgebieten bis zum Nordrand des Schönbuchs erstreckt. Es liegt auf dem Gebiet 
1. der Landeshauptstadt Stuttgart (Schutzgebiets-Nr. 1.11.040 - 2883,6 ha),
2. der Städte und Gemeinden Böblingen, Leonberg, Magstadt, Renningen, Schönaich, Sindelfingen, Steinenbronn, Waldenbuch und Weil im Schönbuch im Landkreis Böblingen (Schutzgebiets-Nr. 1.15.089 - 8029,9 ha),
3. der Städte Leinfelden-Echterdingen und Filderstadt im Landkreis Esslingen (Schutzgebiets-Nr. 1.16.091 - 1619,0 ha),
4. und der Stadt Gerlingen im Landkreis Ludwigsburg (Schutzgebiets-Nr. 1.18.097 - 811,0 ha).

### Schutzzweck
Wesentlicher Schutzzweck ist gemäß Schutzgebietsverordnung die Erhaltung des Glemswaldes als zusammenhängendes Waldgebiet mit angrenzenden Freiflächen, Tälern und Teilbereichen der Filderebene
- in seiner Vielfalt, Eigenart und Schönheit mit typischen Bildungen des Keuperberglandes wie Keuperklingen, naturnahen Laubwäldern, bodenfeuchten Wäldern, artenreichen, wärmeliebenden Waldgesellschaften, Altholzbeständen, naturnahen Fließgewässern, Streuobstwiesen, Grünlandflächen und Äckern,
- um den besonderen Erholungswert für die Allgemeinheit im stark belasteten Verdichtungsraum Stuttgart und den angrenzenden Städten und Gemeinden zu erhalten, zu steigern oder wiederherzustellen,
- um die Nutzungs- und Leistungsfähigkeit der Naturgüter zu gewährleisten oder zu verbessern, insbesondere die positiven Auswirkungen der Waldflächen auf das Regional- und Kleinklima und die Bedeutung der Waldflächen als Wasserspender für die Fließgewässer und das Grundwasser,
- zur Erhaltung der vielfältigen Lebensräume der einheimischen Tier- und Pflanzenwelt und insbesondere der Biotope seltener und bedrohter Arten und zum Schutz der Umgebung von Naturschutzgebieten und flächenhaften Naturdenkmalen.

## FFH-Gebiet
Der Glemswald ist Teil des FFH-Gebiets Nr. 7220-311 Glemswald und Stuttgarter Bucht.

## Zuordnung des Naturraums
Der Glemswald gehört als naturräumliche Untereinheit zum Schwäbischen Keuper-Lias-Land und ist dort unterteilt in
- (104.20) Innerer Glemswald und
- (104.21) Glemswald-Randhöhen